# Суолема
Суоле́ма (рос. Суолема) — річка в Росії, Республіка Саха. Ліва притока річки Анабар.
Річка бере початок з озера Кієнг-Кюєль. Тече на північний схід, впадає до Анабару, недалеко від його гирла. Має багато стариць, меандрів, заплавних озер, піщаних островів, в гирлі утворює естуарій шириною 1,6 км.
Довжина річки — 275 км. Висота витоку — 22 м, висота гирла — 0,1 м; похил русла — 0,08 м/км. Ширина русла — 45 м у верхній, 80 м в середній, 810 м у нижній течії. Швидкість течії — 0,4 м/с у верхній та середній, 0,3 м/с у нижній течії. Глибина — 1,4 м у верхній, 1,7 м у середній, 3,0 м у нижній течії; дно заросле водоростями.